# Ferdinand de Schlatter
Pour les articles homonymes, voir Schlatter.
Ferdinand de Schlatter  est un skipper français né le 14 février 1831 dans l'ancien 4e arrondissement de Paris et mort le 4 juillet 1907 à Boulogne-sur-Seine. 

## Carrière
Ferdinand de Schlatter est lithographe et imprimeur à Paris. Il est membre du Yacht Club de France et préside notamment le Cercle de la voile de Paris de 1892 à 1897.
Il participe aux deux courses de classe 2-3 tonneaux aux Jeux olympiques d'été de 1900, à bord du Gwendoline. Il remporte la médaille de bronze à l'issue de la première course, à 69 ans,3 mois et 8 jours, faisant de lui le plus vieux médaillé olympique français de l'histoire